# Lukavice (Bosznia-Hercegovina)
Lukavice  falu Bosznia-Hercegovinában, a Bosznia-hercegovinai Föderáció Una-Szanai kantonjában, Sanski Most községben.

## Fekvése
Bosznia-Hercegovina északnyugati részén, Bihácstól légvonalban 48, közúton 77 km-re keletre, Sanski Mosttól légvonalban 15, közúton 20 km-re északnyugatra fekvő dombos, erdős területen, a Modrašnica és a Hatiraj-patakok völgye közötti dombokon fekszik.

## Népessége
| Nemzetiségi csoport | Népesség 1991 | Népesség 2013 |
| ------------------- | ------------- | ------------- |
| Szerb               | 181           | 8             |
| Bosnyák             | 410           | 473           |
| Horvát              | 8             | 1             |
| Jugoszláv           | 1             | 0             |
| Egyéb               | 6             | 4             |
| Összesen            | 606           | 486           |

## Története
A falu története során mindig vegyes muszlim és szerb népességű volt. Az 1875-78-as boszniai-hercegovinai felkelés idején a szerb lakosság egy része Likába, Banijába és Kordunba menekült.
Bosznia-Hercegovina 1878-as osztrák-magyar megszállása után azonban sokan visszatértek ide, hogy újjáépítsék lerombolt házaikat. Mellettük jelentős számú szerb és kisebb számú horvát család is bevándorolt  Likából, Dalmáciából, Kordunból és Banijából Sanski Most falvaiba, így Lukavicába is települt néhány szerb és néhány horvát család, akik többnyire Likából költöztek át az osztrák-magyar megszállás első éveiben. A szerb lakosság száma akkor esett vissza, amikor 1995-ben a bosnyák kormánycsapatok visszafoglalták a falut a szerbektől és a távozó szerb csapatokkal a szerb lakosság is elmenekült. A háború után közülük csak kevesen tértek vissza.

## Nevezetességei
A falu mecsetét 1918-ban építettek, amikor Lukavice még egy gyülekezetben volt Podvidaccal és Modrával. A Bosznia-Hercegovina elleni agresszió során, 1992-95. évben a lukavicei mecsetet is lerombolták a szerbek, majd a háború után újjáépítették, és hivatalosan 2003. augusztus 2-án nyitották meg.